# Growing Up Is Getting Old (пісня Вікторії)
«Growing Up Is Olding» («Дорослішання - це старіння») — це пісня болгарської співачки Вікторії, випущена як сингл 19 березня 2021 року групами Ligna Group та Ostereo Limited, для Євробачення 2021 року в Роттердамі, Нідерланди.  Пісня з'являється в її дебютній розширеній п'єсі «Маленький драматизм». 

## Випуск та просування
Офіційне музичне відео було випущено 10 березня 2021 р.  Тривалий 5-хвилинний музичний кліп починається з чорно-білої симуляції ведучого новин, що вперше в історії оголошує про скасування Євробачення. Музичне відео завершується справжніми чорно-білими кадрами Вікторії в дитинстві та кадрами її сім'ї.

## На Євробаченні
Пісня була обрана для того, щоб представляти Болгарію на Євробаченні 2021, після того, як Вікторія Георгієва була обрана національним мовником. У півфіналі конкурсу 2021 року буде представлений той самий склад країн, який визначений жеребкуванням півфіналу конкурсу 2020 року. Болгарія потрапила у другий півфінал, який відбудеться 20 травня 2021 року, і її планували виступити у другій половині шоу.

## Трек-лист
- Цифрові завантаження

1. «Growing Up Is Olding» – 3:08

## Історія випусків
| Регіон   | Дата                 | Формат (и)                 | Лейбл                       | Ref.  |
| -------- | -------------------- | -------------------------- | --------------------------- | ----- |
| Варіації | 19 березня 2021 року | Digital download streaming | Ligna Group Ostereo Limited | [ 4 ] |